# Podhorany (Prešov)
|  | Per a altres significats, vegeu «Podhorany». |

Podhorany és un poble i municipi d'Eslovàquia. Es troba a la regió de Prešov, al nord del país.

## Història
La primera referència escrita de la vila data del 1283.

## Demografia
| Godina             | 1994 | 2004    | 2014    | 2024    |
| ------------------ | ---- | ------- | ------- | ------- |
| Nombre de persones | 610  | 685     | 778     | 890     |
| Diferència         |      | +12,29% | +13,57% | +14,39% |

| Godina             | 2023 | 2024   |
| ------------------ | ---- | ------ |
| Nombre de persones | 878  | 890    |
| Diferència         |      | +1,36% |